# Adi Teclesan
Adi Teclesan (o Adi Tekelezan) è un centro abitato dell'Eritrea, situato nella regione dell'Anseba.